# Ángel Escobar Varela
Ángel Escobar Varela (n. Guantánamo; 1957 - f. Vedado; 1997), poeta, narrador, dramaturgo cubano.

## Obras
- Epílogos Famosos. 1985 (Poesía)
- La Vía Pública. 1987 (Poesía)
- Abuso de confianza. 1992 (Poesía)
- Cuéntame lo que me pasa. 1998 (Cuento)
- La sombra del decir. 1998(PoesÍa)
- EL examen no ha terminado. 1999 (Poesía)
- Cuando salí de la habana. 1999 (Poesía)